# Harald Høffding
Harald Høffding, ou Harald Höffding (typographie française), né le 11 mars 1843 à Copenhague et décédé le 2 juin 1931 dans cette même ville, est un philosophe danois. Il développe tout au long de son œuvre une doctrine à la fois positiviste et critique, dans la continuation du criticisme kantien et en rupture avec le matérialisme réductionniste. Il est associé à la théorie du parallélisme psychophysique dont il a contribué à la diffusion dans l'Europe de la fin du XIXe siècle.

## Biographie
Harald Höffding est diplômé de théologie en 1865, date à laquelle il séjourne à Paris pour suivre les cours d'Hippolyte Taine et y étudier la philosophie. Il est reçu docteur en philosophie en 1870, maître de conférences à l'université de Copenhague en 1880 avant d'y être nommé professeur extraordinaire en 1883, où il enseigne jusqu'en 1915. Il est président de cette même université entre 1902 et 1903. Il est membre de l'Académie royale des Sciences et des Lettres à partir de 1884. Premier habitant d'honneur de la Fondation Carlsberg en 1914, il assume de 1917 à 1921 la présidence de la Croix-Rouge danoise.

## Théorie de la connaissance
Dès son Esquisse d'une psychologie, publié en 1882, Höffding défend une forme de positivisme qui abandonne l'idée de substance. Il y affirme que la « psychologie sans âme » et le parallélisme psychophysique sont des présuppositions nécessaires à la science. Il défend également une conception « critique » (au sens kantien) de la connaissance selon laquelle les relations entre les phénomènes relèvent de catégories de l'esprit. 
Dans La pensée humaine, paru en 1910, Höffding interprète l'esprit humain en psychologue plutôt qu'en strict théoricien de la connaissance. Influencé par Kant, il considère que la sensation sans connaissance nous montre seulement une multitude incohérente. La connaissance humaine est toujours le résultat d'un jeu de concepts et de catégories entre le sujet et l'objet. 
Pour Höffding, la synthèse et la relation doivent être considérées comme des catégories fondamentales. Les catégories principales sont la continuité, la discontinuité, les catégories « formelles » (identité, qualité, négation et rationalité), les catégories « réelles » (causalité, totalité et développement) et les valeurs éthiques fondamentales. Dans les sciences de la nature, la discontinuité doit toutefois pouvoir être réduite à une continuité. Toute connaissance consiste essentiellement à relier des éléments afin de tendre vers une synthèse de plus en plus vaste.  Il considère aussi que les catégories apparaissent et disparaissent au rythme de la connaissance empirique. Un exemple de catégorie en voie de disparition est la « substance », qui a eu son utilité mais qui n'est désormais plus viable. De nouvelles découvertes continuent de transformer les catégories que nous utilisons pour structurer notre connaissance. 
Par ailleurs, Höffding considère que le sujet connaissant ne peut jamais être lui-même réduit à quelque chose d'objectif. Il ne croit pas pour autant à l'intuition qui nous ferait voir la réalité du sujet de l'intérieur et se montre critique à cet égard vis-à-vis du spiritualisme de Henri Bergson, qui selon lui fraye le chemin vers une sorte de perception artistique de l'esprit plutôt que vers une science supérieure.

## Relativisme philosophique
Le souci prépondérant de n'aborder la réalité qu'avec des précautions critiques aboutit chez Höffding à une forme de relativisme qu'il expose dans la Relativité philosophique. Il y est porté à ramener à des distinctions de valeur et de perspective l'opposition des métaphysiques. Le cas le plus notable d'une différence de perspectives est le suivant : dans une totalité d'éléments, on peut porter son attention soit sur les éléments, soit sur leurs connexions qui font que le tout offre des propriétés que ne possède aucun des éléments pris à part ; or c'est justement sur cette différence de perspectives que réside l'opposition entre les deux tendances que l'on peut désigner respectivement sous les noms de mécanisme et de vitalisme, d'associationnisme et de spiritualisme, d'individualisme et de socialisme.

## Ethique, religion
Dans sa Morale (1887), Höffding développe une éthique qui se révèle proche de l'éthique de David Hume. A la différence de Hume toutefois, Il y distingue le motif d'action morale, qui est la sympathie, et le contenu objectif ou valeur affirmée dans le jugement moral.
Dans la Philosophie de la religion (1901), Höffding sépare entièrement la religion comme essai d'explication totale du monde, et la religion comme affirmation de l'existence d'un système de valeurs ; au premier sens, elle n'arrive qu'à un résultat négatif ; au second sens, elle doit se soumettre à l'épreuve de la critique, qui ne considère comme satisfaisantes que les affirmations qui n'entrent pas en conflit avec la conscience moderne. Il distingue nettement la démarche philosophique de la religion et déclare qu' « un philosophe doit toujours se garder d'employer des expressions théologiques. Aux dogmes théologiques répondent, dans la philosophie, des problèmes » comme le problème de la valeur.  

## Œuvres traduites en français
- Esquisse d'une psychologie fondée sur l'expérience : 4e édition française, entièrement remaniée d'après la 3e édition allemande (trad. Léon Poitevin, préf. Pierre Janet), Paris, Félix Alcan, coll. « Bibliothèque de philosophie contemporaine », 1909 (1re éd. 1900) (lire en ligne).
- Histoire de la philosophie moderne,  traduit de l'allemand par P. Bordier, avec corrections et notes nouvelles de l'auteur, préface de V. Delbos, Paris, Félix Alcan, coll. «Bibliothèque de philosophie contemporaine», 1906.
- Philosophes contemporains, traduit de l'allemand par A. Tremesaygues, Paris, Félix Alcan, coll. «Bibliothèque de philosophie contemporaine», 1907.
- Philosophie de la religion,  traduit d'après l'édition anglaise par J. Schlegel, avec corrections et notes nouvelles de l'auteur, Paris, Félix Alcan, coll. «Bibliothèque de philosophie contemporaine», 1908.
- La pensée humaine, ses formes et ses problèmes (trad. du danois par Jacques de Coussange, préf. Émile Boutroux), Paris, Félix Alcan, coll. « Bibliothèque de philosophie contemporaine », 1911 (lire en ligne).
- La philosophie de Bergson : exposé et critique, suivi d'une lettre de M. Henri Bergson à l'auteur, Paris, F. Alcan, coll. «Bibliothèque de philosophie contemporaine», 1916.
- La relativité philosophique : totalité et relation, traduit du danois par Jacques de Coussange [pseudo. de Barbe Calemard du Genestoux de Quirielle], Paris, F. Alcan, coll. «Bibliothèque de philosophie contemporaine», 1924.
- Le concept d'analogie, Paris, Vrin, 1931.